# Snowboard vid olympiska vinterspelen 2006
Snowboard vid olympiska vinterspelen 2006

## Herrar

### Halfpipe
| Medalj | Person       | Land    | Poäng |
| Guld   | Shaun White  | USA     | 46,8  |
| Silver | Danny Kass   | USA     | 44,0  |
| Brons  | Markku Koski | Finland | 41,5  |

#### Svenska placeringar
- Micael Lundmark, 27:a i kvalet, ej till final.
- Mikael Sandy, 36:a i kvalet, ej till final.
- Stefan Karlsson, 40:a i kvalet, ej till final.

### Boardercross
| Medalj | Person             | Land      | Tid |
| Guld   | Seth Wescott       | USA       |     |
| Silver | Radoslav Zidek     | Slovakien |     |
| Brons  | Paul-Henri Delerue | Frankrike |     |

#### Svenska placeringar
- Jonatan Johansson, 12 plats, utslagen i kvartsfinal.
- Mattias Blomberg, utslagen i åttondelsfinal.
- Jonte Grundelius, utslagen i åttondelsfinal.

### Parallellstorslalom
| Medalj | Person            | Land      |
| Guld   | Philipp Schoch    | Schweiz   |
| Silver | Simon Schoch      | Schweiz   |
| Brons  | Siegfried Grabner | Österrike |

#### Svenska placeringar
- Richard Rikardsson, 12 plats, utslagen i åttondelsfinal.
- Daniel Biveson, 16 plats, utslagen i åttondelsfinal.
- Filip Fischer, utslagen i kval.

## Damer

### Halfpipe
| Medalj | Person           | Land  | Poäng |
| Guld   | Hannah Teter     | USA   | 46,4  |
| Silver | Gretchen Bleiler | USA   | 43,4  |
| Brons  | Kjersti Buaas    | Norge | 42,0  |

#### Svenska placeringar
- Anna Olofsson, 22:a i kvalet, ej till final.

### Boardercross
| Medalj | Person             | Land    | Tid |
| Guld   | Tanja Frieden      | Schweiz |     |
| Silver | Lindsey Jacobellis | USA     |     |
| Brons  | Dominique Maltais  | Kanada  |     |

Amerikanskan Jacobellis låg i ledning hela loppet fram till det näst sista hoppet då hon försökte göra en grab men misslyckades och ramlade. Istället gick Tanja Frieden upp i ledning och vann loppet.

#### Svenska placeringar
- Maria Danielsson, 6 plats, utslagen i semifinal, deltog i B-final.

### Parallellstorslalom
| Medalj | Person         | Land     | Poäng |
| Guld   | Daniela Meuli  | Schweiz  | 46,4  |
| Silver | Amelie Kober   | Tyskland | 43,4  |
| Brons  | Rosey Fletcher | USA      | 42,0  |

#### Svenska placeringar
- 16, Aprilia Hägglöf, 150 p
- 30, Sara Fischer, åkte ur